# 片山信二
片山 信二 (かたやま しんじ、1961年2月19日- ) は、東京都出身の元オートバイ・ロードレーサー。1986年の全日本ロードレース選手権250ccクラスチャンピオン。

## 経歴

### 初期のキャリア
兄がオートバイでレースに出ていた影響を受け、中学の頃からサーキットへ見に行っていた。16歳になると大型二輪免許を取得。19歳からロードレースに参戦し、就職後もMCFAJやMFJ全日本ロードレースのノービスクラスに参戦。1982年全日本ロードノービス250ccクラスで最高5位に入る。
1983年国際B級ライセンスに昇格、しかしレース参戦のため度々会社を休まなければいけないため、上司から批判を受ける。両親からは反対されたが「25歳までは好きなことをやらせてほしい」と説得し会社を退職。報道のプレスライダーの仕事をしながら参戦したロードレースでランキング3位を獲得し、この成績により1984年からの国際A級ライセンス昇格が決まった。
1984年、ヤマハ・TZ250で激戦区の全日本250ccクラスに参戦。A級1年目ながら高い上位入賞率でランキング6位と上位に食い込み頭角を現す。この結果、1985年より名古屋を拠点とするヤマハ系有力チーム「YDS岡部」への加入が決まる。同年も確実に上位入賞。シーズン後半にはヤマハから翌年仕様の新型TZ250を先行投入するライダーに選ばれるなど、ワークスのサポートを受けるようになった。250のシリーズチャンピオンは2年連続でホンダワークス (HRC)の小林大が獲得するが、片山はTZ250でヤマハ勢トップとなるランキング2位を獲得。全日本最終戦後にスポーツランドSUGOで開催された「TBCビッグロードレース」では、ヤマハより前年型のYZR500に乗るチャンスを与えられ、最高峰500ccマシンでのレースを経験した。

#### 全日本250チャンピオン
1986年、ホンダがワークスマシンNSRを全日本250ccクラスに複数台投入開始し、対抗するようにヤマハもV型エンジンのワークスマシン・YZR250を2台投入、本格的にワークスマシン対決が開始される年となった。ヤマハは片山と長谷川嘉久にYZRを託し、ホンダ勢とタイトルを争う構図となった。同年までレーススタート方式は押しがけ方式であり、YZR250はトルク特性がよく、走り出せば速さを持っていたが、世界グランプリで平忠彦も苦労していたスタートでのエンジンの掛かりが悪いという特徴があり、全日本でも同様の現象は発生する。シーズンは開幕から長谷川が連勝でスタートし、タイトル争いをリード。ホンダの250クラスにおけるエース・小林大は調子を崩し、第4戦筑波から最新型NSRを与えられた清水雅広が優勝し速さを見せる中、片山は始動性に難があるYZRでスタート失敗が続き、後方に飲み込まれる展開が続くも、追い上げて2位まで浮上するレースを積み重ねていく。しかし、シーズン開幕前テストと第4戦筑波で転倒による鎖骨骨折を負っており、コンディションは盤石ではなかった。もう1台のYZRに乗る長谷川はスタートで出遅れるYZRの欠点もあり夏以降苦戦が増え、ホンダの清水は速さは際立ちクラス最多の優勝数を挙げたが、トップ争い中のマシントラブルや最終戦での転倒によるリタイヤでポイントを積み上げられなかった。片山は持ち味であるノーポイントレースが少ないクレバーな走りでシーズン終盤SUGOで2回目の優勝を挙げると、獲得ポイント数で4ポイント長谷川を上回っていた。最終戦鈴鹿(日本GP)でホンダ勢はWGP最終戦を終えたアントン・マンク、アルフォンソ・ポンス、かつてのWGP王者コーク・バリントンもNSR250で出走するなど台数を増やし、片山への全日本タイトル獲得のプレッシャーが強まる。ヤマハも負傷のため長期欠場していた奥村裕が復帰しYZRの台数が増えてはいたが、片山は当時を「最終戦はその前の週からプレッシャーを強く感じていて、周囲とまともに話が出来なくなっていた。」と述べている。迎えた鈴鹿での決戦では序盤ポイントを争う長谷川が片山より上位を走りポイント計算上逆転の目もあったが、最終シケインで長谷川が転倒。以後片山は着実にまとめ4位に入りポイントを加算。ランキング2位の長谷川に20ポイント以上の差をつけヤマハにチャンピオンをもたらした。

#### 500ccクラス参戦

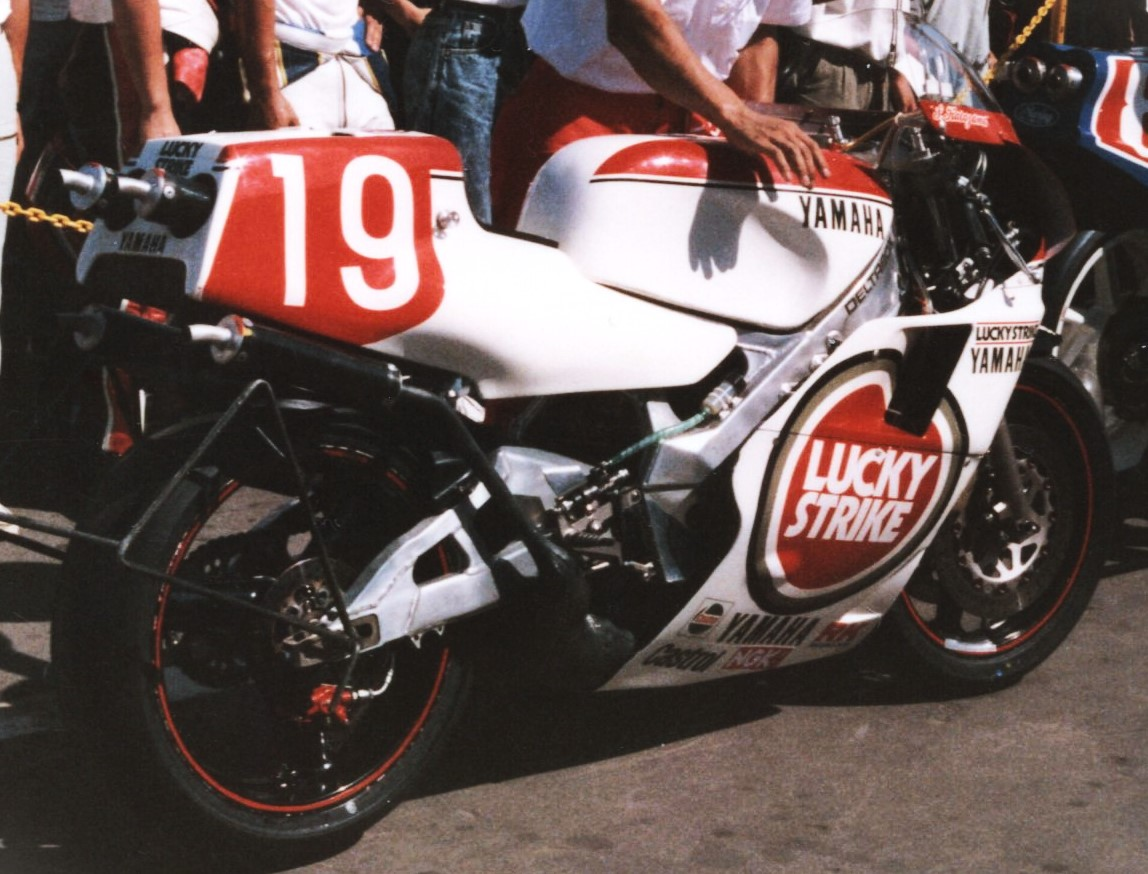
1987年 ヤマハ・YZR500

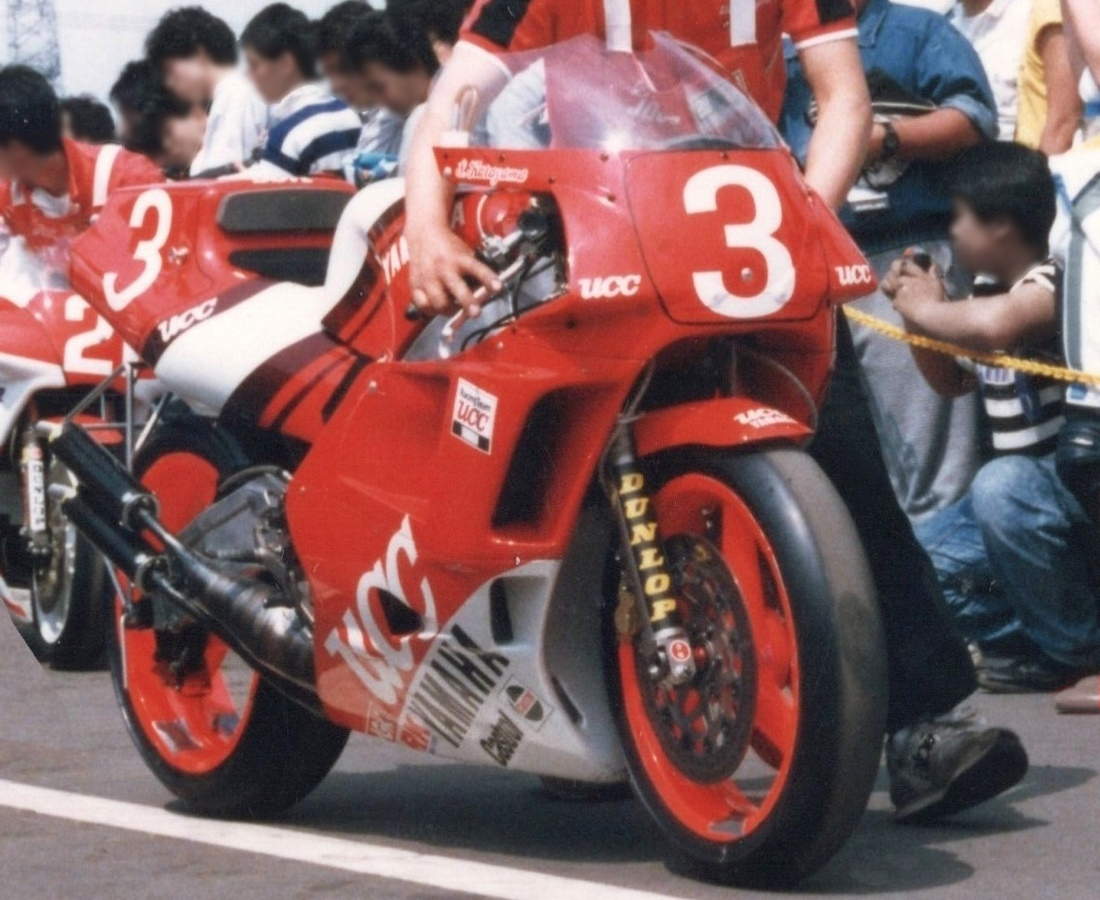
1988年 ヤマハ・YZR500

1987年より、全日本最高峰である500ccクラスへヤマハ・YZR500で参戦。500cc初年度にして水谷勝、木下恵司、藤原儀彦との優勝争いに加わり、500ccマシンへの早い適応力を見せる。第10戦SUGOで500cc初優勝を挙げるなど、ランキング3位となった。しかし、2年目の1988年は転倒による骨折が二度など歯車がかみ合わず、ランキングは7位まで後退。1989年は8月27日開催の第5戦SUGOで雨のレースを制したが、それ以外のレースではノーポイントのレースが250時代より増加した。また、同じYZR500に乗る藤原が3年連続全日本チャンピオンを獲得したのをはじめ、伊藤真一、町井邦生など新しい力が500ccにステップアップし、その台頭に押される。1991年からダリル・ビーティ、ケビン・マギー、ピーター・ゴダードなど海外の有力ライダーが全日本500へフル参戦をはじめるとトップ争いに加わることが減少、中団での戦いを余儀なくされた。
全日本選手権での500ccクラス終了年となった1993年を最後に2輪ロードレースを引退。4輪の車両開発テストドライバーとなった。ヤマハで自動車技術、サスペンションの評価など開発に従事し、モータースポーツイベントではヤマハ製スーパーカーOX99-11のデモランを担当することもある。

## レース戦績

### 全日本ロードレース選手権
| 年     | チーム                   | マシン         | 区分     | クラス | 1       | 2      | 3      | 4       | 5       | 6      | 7       | 8      | 9       | 10     | 11      | 12    | 順位 | ポイント |
| ------ | ------------------------ | -------------- | -------- | ------ | ------- | ------ | ------ | ------- | ------- | ------ | ------- | ------ | ------- | ------ | ------- | ----- | ---- | -------- |
| 1982年 | ノガロレーシング         | ヤマハ・TZ250  | ノービス | 250cc  | SUZ     | TSU    | SUZ    | SUG     | SUZ     | TSU    | TSU     | SUG    | SUZ 4   |        |         |       | 18位 | 11       |
| 1983年 | UPC上野パーツレーシング  | ヤマハ・TZ250  | 国際B級  | 250cc  | TSU 5   | SUZ    | TSU 1  | SUG     | SUZ 8   | TSU 3  | SUG 4   | SUZ 7  |         |        |         |       | 3位  | 46       |
| 1984年 | ノガロレーシング         | ヤマハ・TZ250  | 国際A級  | 250cc  | TSU 4   | SUG 10 | SUZ 13 | TSU 3   | SUG 9   | SUZ    | TSU 4   | SUG    | SUZ 7   | TSU 8  |         |       | 6位  | 77       |
| 1985年 | Team YDS                 | ヤマハ・TZ250  | 国際A級  | 250cc  | TSU 4   | SUZ 5  | TSU 3  | SUG 5   | SUZ 10  | TSU 4  | SUG 2   | SUG 2  | SUZ Ret |        |         |       | 2位  | 103      |
| 1986年 | Team YDS                 | ヤマハ・YZR250 | 国際A級  | 250cc  | TSU C   | SUG 2  | SUZ 2  | TSU Ret | SUG 2   | TSU 1  | TSU 2   | SUG 1  | SUZ 4   |        |         |       | 1位  | 124      |
| 1987年 | ラッキーストライクヤマハ | ヤマハ・YZR500 | 国際A級  | 500cc  | SUZ Ret | TSU 2  | SUZ 6  | TSU 2   | SUG Ret | TSU 3  | SUG 3   | TSU 2  | SUG 1   | SUZ 4  | TSU Ret |       | 3位  | 124      |
| 1988年 | UCCヤマハ                | ヤマハ・YZR500 | 国際A級  | 500cc  | SUZ -   | TSU 3  | SUZ -  | TSU 2   | SUZ -   | TSU -  | SUG -   | SUG 5  | SUZ 6   | SUG 7  | TSU 3   |       | 7位  | 80       |
| 1989年 | UCC Greenfieldヤマハ     | ヤマハ・YZR500 | 国際A級  | 500cc  | TSU 5   | SUZ 5  | TSU 8  | SUG 8   | SUG 1   | SUZ 9  | SUG 8   | TSU 8  |         |        |         |       | 7位  | 42       |
| 1990年 | UCCヤマハ                | ヤマハ・YZR500 | 国際A級  | 500cc  | TSU 5   | SUZ    | SUG 2  | TSU -   | TSU 9   | FSW 6  | SUG 5   | SUZ 9  | SUG 5   | TSU 5  |         |       | 8位  | 77       |
| 1991年 | Team YDS                 | ヤマハ・YZR500 | 国際A級  | 500cc  | TSU 7   | SUZ 8  | SUG 8  | TSU 7   | TSU 5   | SUG 11 | FSW 10  | MIN 10 | SUZ     | SUG 11 | TSU 2   |       | 8位  | 87       |
| 1992年 | Team YDS                 | ヤマハ・YZR500 | 国際A級  | 500cc  | MIN C   | TSU 8  | SUG 9  | SUZ 9   | TSU 7   | SUZ 10 | SUG DNS | FSW -  | SUZ -   | SEN -  | SUG -   | TSU 7 | 11位 | 49       |
| 1993年 | Team YDS                 | ヤマハ・YZR500 | 国際A級  | 500cc  | SUZ     | SUG 8  | TSU    | SUZ 8   | SUG DNS | SUZ    | SUG     | TSU 8  |         |        |         |       | 11位 | 27       |

- 太字はポールポジション、斜字はファステストラップ

### ロードレース世界選手権
| 年     | クラス | 車両           | 1      | 2   | 3   | 4   | 5   | 6   | 7   | 8   | 9   | 10  | 11  | 12  | 13  | 14  | 15  | 順位 | ポイント |
| ------ | ------ | -------------- | ------ | --- | --- | --- | --- | --- | --- | --- | --- | --- | --- | --- | --- | --- | --- | ---- | -------- |
| 1987年 | 500cc  | ヤマハ・YZR500 | JPN 9  | ESP | GER | ITA | AUT | YUG | HOL | FRA | GBR | SWE | CZE | RSM | POR | BRA | ARG | 23位 | 2        |
| 1988年 | 500cc  | ヤマハ・YZR500 | JPN 16 | USA | ESP | EXP | NAC | GER | AUT | HOL | BEL | YUG | FRA | GBR | SWE | CZE | BRA | NC   | 0        |
| 1989年 | 500cc  | ヤマハ・YZR500 | JPN 17 | AUS | USA | ESP | NAC | GER | AUT | YUG | HOL | BEL | FRA | GBR | SWE | CZE | BRA | NC   | 0        |
| 1990年 | 500cc  | ヤマハ・YZR500 | JPN 12 | USA | SPA | ITA | GER | AUT | YUG | NED | BEL | FRA | GBR | SWE | CZE | HUN | AUS | 31位 | 4        |

### 鈴鹿8時間耐久ロードレース
| 年   | チーム              | ペアライダー | 車番 | マシン   | 予選順位 | 決勝順位 | 周回数 |
| ---- | ------------------- | ------------ | ---- | -------- | -------- | -------- | ------ |
| 1983 | JMCレーシングチーム | 和田稔       | 36   | カワサキ | 24位     | Ret      | 77     |